# André-Georges Voisin
André-Georges Voisin, né le 28 mars 1918 à L'Île-Bouchard (Indre-et-Loire) et mort le 28 juin 2008 à Saint-Avertin (Indre-et-Loire), est une personnalité politique française. Il est membre successivement de l'UNR, de l'UDR, puis du RPR

## Biographie
André-Georges Voisin est un chef d'entreprise, exploitant forestier.
Il est élu conseiller général du canton de l'Île-Bouchard en 1955, puis il est réélu consécutivement jusqu'en 1992 ; il devient président du Conseil général d'Indre-et-Loire en 1970. Il est aussi maire de l'Île-Bouchard de 1947 à 1995.
Il entre à l'Assemblée nationale en 1958 comme député de la 4e circonscription d'Indre-et-Loire jusqu'en 1981 ; puis il est élu sénateur en 1983, poste qu'il occupe jusqu'en 1992.
De 1965 à 2001, il est président du Syndicat intercommunal d’électrification de l’Indre-et-Loire, qui deviendra en 1998 le Syndicat Intercommunal d’Énergie d’Indre-et-Loire (SIEIL), succédant ainsi au député-maire d'Amboise Émile Gounin.
Il est le grand-père de Jean-Baptiste Voisin, entrepreneur girondin et président-fondateur de l’association nationale « Les Chiraquiens ».

## Synthèse des fonctions et des mandats

### Mandats locaux
- 1947 - 1953 : Maire de L'Île-Bouchard
- 1953 - 1959 : Maire de L'Île-Bouchard
- 1959 - 1965 : Maire de L'Île-Bouchard
- 1965 - 1971 : Maire de L'Île-Bouchard
- 1971 - 1977 : Maire de L'Île-Bouchard
- 1977 - 1983 : Maire de L'Île-Bouchard
- 1983 - 1989 : Maire de L'Île-Bouchard
- 1989 - 1995 : Maire de L'Île-Bouchard
- 1955 - 1992 : Conseiller général du Canton de l'Île-Bouchard
- 1970 - 1992 : Président du Conseil général d'Indre-et-Loire

### Mandats parlementaires
- 30 novembre 1958 - 9 octobre 1962 : Député de la 4e circonscription d'Indre-et-Loire
- 18 novembre 1962 - 2 avril 1967 : Député de la 4e circonscription d'Indre-et-Loire
- 12 mars 1967 - 30 mai 1968 : Député de la 4e circonscription d'Indre-et-Loire
- 23 juin 1968 - 1er avril 1973 : Député de la 4e circonscription d'Indre-et-Loire
- 11 mars 1973 - 2 avril 1978 : Député de la 4e circonscription d'Indre-et-Loire
- 19 mars 1978 - 22 mai 1981 : Député de la 4e circonscription d'Indre-et-Loire
- 25 septembre 1983 - 1er octobre 1992 : Sénateur d'Indre-et-Loire